# Aglaojoppa malaisei
Aglaojoppa malaisei là một loài tò vò trong họ Ichneumonidae.